# Arroyo Hondo Abejonal
Arroyo Hondo Abejonal es una ranchería del municipio de Cárdenas ubicado en la subregión de la Chontalpa del estado mexicano de Tabasco.

## Geografía
La localidad se ubica a 4.3 kilómetros (en dirección noroeste) de la localidad de Cárdenas, la cabecera y lugar más poblado del municipio. Se sitúa en las coordenadas geográficas 17°58′42″N 93°24′33″O / 17.978333, -93.409167, a una elevación de 18 metros sobre el nivel del mar.

## Demografía
Según el Conteo de Población y Vivienda 2020, efectuado por el Instituto Nacional de Estadística y Geografía, la localidad de Arroyo Hondo Abejonal tiene 1,715 habitantes, de los cuales 839 son del sexo masculino y 876 del sexo femenino. Su tasa de fecundidad es de 2.2 hijos por mujer y tiene 449 viviendas particulares habitadas.
| Gráfica de evolución demográfica de Arroyo Hondo Abejonal entre 1970 y 2020 |
|                                                                             |
| INEGI.                                                                      |